# Finn Lange
Finn Lange, född den 10 oktober 1895 i Gjøvik, Norge, död den 7 december 1976, var en norsk skådespelare. Han spelade teater på Den Nationale Scene, Trondheims Teater, Det Nye Teater, Nationaltheatret och NRK Radioteatret, och hade även en handfull filmroller.

## Filmografi
- 1925 – Fager er lien
- 1931 – Det stora barndopet
- 1938 – Eli Sjursdotter
- 1943 – Sangen til livet
- 1970 – Døden i gatene